# Ptochophyle saturnuna
Ptochophyle saturnuna är en fjärilsart som beskrevs av Pierre E.L. Viette 1972. Ptochophyle saturnuna ingår i släktet Ptochophyle och familjen mätare. Inga underarter finns listade.